# Stélios Kuloğlu
Stélios Kuloğlu (en griego: Στέλιος Κούλογλου, Atenas, Grecia, 27 de febrero de 1953) es un escritor, periodista, director de documentales y desde el 27 de enero de 2015 diputado en el Parlamento Europeo por Grecia por la Coalición de la Izquierda Radical (Syriza)
en sustitución de Georgios Katrougalos que pasó a formar parte del gobierno griego.

## Biografía
Se graduó en la Universidad de Atenas y estudió periodismo en París, Tokio y la India. Ha trabajado como corresponsal político en Grecia y como corresponsal en París (1983-84) y Moscú durante la "perestroika" (1989-93). De 1992 a 1995 fue enviado especial para cubrir la guerra de Yugoslavia y siguió también el conflicto armado en Macedonia en 2001. Ha sido analista político para "Le Monde Diplomatique" y para destacadas publicaciones griegas.
Ha sido editor en jefe y presentador de "Reportaje sin Fronteras" (1996-2012) un programa de documentales de actualidad premiado en 4 ocasiones como el mejor programa informativo de la televisión griega. Ha recibido también el premio al mejor documental griego por su serie de programas sobre la guerra griega civil (2000), premio Eurocomenius por "El Partido de la Muerte" (2002). Designado "Periodista del año" en 2006 y 2007. Escritor del año en 2002 por su novela Nunca vayas solo a la oficina de correos.
En el 2008 fue despedido de la televisión pública griega a causa de su documental sin censura «Generación de € 700»
Es fundador y director de Tvxs.gr, uno de los sitios de noticias más influyentes en Grecia.
En 2009, su documental "Confesiones de un sicario económico", basado en el libro del mismo nombre de John Perkins, fue mostrado en festivales de cine en los EE. UU. y recibió premios en Corea del Sur y España.
Entre sus documentales destaca "Oligarquía" (2012) un documental sobre la crisis financiera en el mundo y sus efectos filmado en EE. UU., Alemania, Bélgica, Gran Bretaña, España, Portugal, Ecuador y Grecia. El último documental que ha rodado ha sido en 2014 'I nona (La madrina) sobre Angela Merkel y su estrategia para imponer la hegemonía alemana en Europa.

## Libros
Es autor de diversos libros sobre actualidad y política.  Sta ihni tou Tritou Dromou, 1986 (En los pasos de "Third Road"), Mia fora ki enan kairo itan mia Sovietiki Enwsi, 1994 (Érase una vez la Unión Soviética), Oi kokkinoi ksanarhontai, 1994 (El regreso de los Rojos), testimonios históricos (Martyries gia ton Emfylio kai tin Elliniki Aristera, 2005 (Testimonios de la Guerra Civil y de la Izquierda Griega), y novelas como Egklima sto proedriko megaro, 1989 (Crimen en la Casa Presidencial) y Min pas pote monos sto tahydromeio, 2002 (Nunca vayas solo a la oficina de correos) que fue best seller.

## Documentales
- I nona (La madrina) (2014)
- Neonazi: To olokaftoma tis mnimis (2013)
- Oligarhia (Oligarquía) (2012)
- Welcome to Europe (Bienvenido a Europa) (2011)
- Exomologiseis enos oikonomikou dolofonou (2007)
- Reportaz horis synora (2000-2005 ) Serie de documentales para televisión Varios episodios